# Tokimune Hōjō
Tokimune Hōjō (jap. 北条 時宗 Hōjō Tokimune; ur. 1251, zm. 20 kwietnia 1284) – jeden z dziewięciu regentów (shikkenów) z rodu Hōjō, którzy sprawowali władzę w Japonii w imieniu siogunów. Z powodzeniem odparł dwa najazdy mongolskie.
Od 1199 r. kolejni przedstawiciele rodu Hōjō pełnili funkcję najpierw doradców, a następne regentów, którzy sprawowali faktyczną władzę w Japonii w imieniu siogunów. Siogun, uznając nominalnie zwierzchność cesarza, stał na czele administracji wojskowej, która została w tych okolicznościach podporządkowana faktycznie dziedzicznym regentom z rodu Hōjō. Tokimune w chwili objęcia regencji w 1268 r. miał zaledwie siedemnaście lat. W tym okresie mongolski władca Kubilaj wysłał do Japonii poselstwo, domagając się zapłaty trybutu. Tokimune stanowczo odrzucił to żądanie i rozpoczął przygotowania do wojny. 
W 1274 r. licząca około 30 tys. ludzi armia mongolska zaatakowała północne wybrzeże Kiusiu. Główne siły japońskie stawiły zdecydowany opór, a silny tajfun zniszczył mongolską flotę i zmusił najeźdźców do odwrotu. Zdając sobie sprawę z groźby kolejnego najazdu, Tokimune zbudował wzdłuż zatoki Hakata długi mur obronny, mający  utrudnić najeźdźcom przeprowadzenie desantu. 
Latem 1281 r. na Japonię ruszyła nowa wyprawa, licząca blisko 140 tys. wojowników mongolskich, chińskich i koreańskich. Zaciekłe walki trwały blisko dwa miesiące, do czasu aż kolejny tajfun zniszczył flotę mongolską, a także część armii lądowej, której żołnierze lekkomyślnie kryli się przed żywiołem na okrętach. Zginęło blisko 60 tys. najeźdźców. 
Choć Japończycy odnieśli zwycięstwo, kosztowna wojna znacznie zniszczyła gospodarkę kraju, a trudności finansowe podkopały pozycję rodu Hōjō. W ciągu pięćdziesięciu lat po śmierci Tokimune, ród Hōjō utracił władzę.

## W kulturze popularnej
Hōjō Tokimune przewodzi cywilizacji japońskiej w grze Civilization VI.